# 一技道
一技道（いちぎどう）とは、椎木敬文が開いた武術の流儀である。 

## 歴史
椎木敬文が大正14年(1925年)に開いた武術である。
椎木敬文は明治31年12月24日（1898年）に茨城県で生まれる。鹿島郡中野村大字居合の人。地元で鹿島新當流や一角流などを学んだ。
大正4年（1915年）に上京して清心館の野口清より神道六合流を学ぶ。さらに、勢武館の山田鍛男から真蔭流柔術、谷田部清之介から為我流和、柴田衛守から鞍馬流剣術、本宮寅之助から香取神刀流、松本道別から霊学を学んだ。また、講道館柔道を学び六段得ている。
これらを総合して大正14年(1925年)に一技道を開いた。
現宗家は椎木宗道。

## 流派の内容
柔術、短剣術に鹿島新當流、香取神刀流の全体系を併せて学ぶことになっている。
柔術は約40手程にまとめられている。短剣術は椎木敬文が制定したもので八本ある。併伝の鹿島新當流に伝わっていた棒術は長い間に詳細不明となっていたものを椎木敬文が伝書から復元したものである。